# Aeroportul Barvo
Aeroportul Barvo (IATA: LRI) este un aeroport din Córdoba⁠(d), Columbia ce deservește zona Santa Cruz de Lorica⁠(d).
Situat la o altitudine de 5 m, aeroportul dispune de o singură pistă.